# ایزومی میاتا
ایزومی میاتا (ژاپنی: 宮田 和純؛ زادهٔ ۲۸ آوریل ۲۰۰۱) یک بازیکن فوتبال اهل ژاپن است.
از باشگاه‌هایی که در آن بازی کرده‌است می‌توان به باشگاه فوتبال توکیو اشاره کرد.